# Monastíri (Phocide)
Monastíri (grec moderne : Μοναστήρι) est une localité située dans le dème de Delphes, dans le district régional de Phocide, dans la périphérie de Grèce-Centrale, en Grèce.
Selon le recensement de 2021, elle compte 7 habitants.